# Печников, Геннадий Михайлович
Генна́дий Миха́йлович Пе́чников (8 сентября 1926, Москва, СССР — 27 апреля 2018, Москва, Россия) — советский и российский актёр театра и кино, театральный режиссёр, общественный деятель. Народный артист РСФСР (1977). Художественный руководитель Института театрального искусства имени П. М. Ершова, профессор.

## Биография
Родился 8 сентября 1926 года в Москве.
В 1947 году окончил Школу-студию МХАТ, которая открылась в 1943 году, В 1947—1948 годах — играл во МХАТе. С 1948 года — актёр Центрального детского театра (ныне — Российский академический молодёжный театр).
В 1991—1999 годах — первый президент Международного центра Рерихов.
Умер 27 апреля 2018 года. Похоронен на Донском кладбище рядом с женой, актрисой Валерией Николаевной Меньковской (1922—2004).

## Театральные работы
- 1948 — «Не было ни гроша...» А. Н. Островского — Баклушин
- 1948 — «Два капитана» по роману В. А. Каверина — Валя Жуков
- 1949 — «Тайна вечной ночи» И. В. Луковского — Черкасов, инженер-химик
- 1949 — «Её друзья» В. С. Розова — Петя Яковлев
- 1950 — «Недоросль» Д. И. Фонвизина — Милон
- 1950 — «Дубровский» Н. Д. Волкова по роману А. С. Пушкина — Гусар
- 1950 — «Романтики» Э. Цюрупы — Митрич, вахтер
- 1950 — «Город мастеров» Т. Габбе), 1950 г. —  Ферен Младший
- 1951 — «Дубровский» Н. Д. Волкова по роману А. С. Пушкина — Владимир Дубровский
- 1951 — «Горе от ума» А. С. Грибоедова — «французик из Бордо»
- 1951 — «Вперед, отважные» А. Зака и И. Кузнецова — Рене
- 1951 — «Романтики» Э. Цюрупы — Шаповалов
- 1951 — «Горе от ума» А. С. Грибоедова — Молчалин
- 1951 — «Я хочу домой» С. Михалкова — Сорокин, капитан Советский Армии
- 1951 — «Настоящий друг» В. Любимовой — Степан
- 1951 — «Город мастеров» Т. Габбе — Стражник, горожанин
- 1952 — «Мёртвые души» по поэме Н. В. Гоголя — Ведущий
- 1953 — «Страница жизни» В. С. Розова — Анатолий Сергеевич, молодой учитель
- 1953 — «Доходное место» А. Н. Островского. Режиссёр: Анна Некрасова — Жадов
- 1954 — «Мещанин во дворянстве» Ж.-Б. Мольера. Режиссёр: Мария Кнебель— Клеонт
- 1954 — «В добрый час!» В. С. Розова. Режиссёр: А. В. Эфрос — Аркадий
- 1955 — «Димка-невидимка» М. Львовского и В. Коростылева — Дедушка
- 1956 — «Сказка о сказках» А. Зака, И. Кузнецова — Студент Ми
- 1956 — «Дочка» В. А. Каверина — Башилов
- 1956 — «Оливер Твист» Д. Альмара по роману Ч. Диккенса — Сайкс
- 1957 — «Борис Годунов» А. С. Пушкина. Режиссёр: Анатолий Эфрос — князь Курбский
- 1957 — «Сомбреро» С. Михалкова — Александр Цаплин
- 1957 — «Горе от ума» А. С. Грибоедова — Чацкий
- 1957 — «В поисках радости» В. С. Розова. Режиссёр: А. В. Эфрос — Фёдор
- 1958 — «Ноль по поведению» В. Стонеску, О. Савы — Мишу Фелекан
- 1958 — «На улице Уитмена» Мэксин Вуд, перевод А. Михеевой — Уолтер Ленд
- 1960 — Семья» И. Попова — Жандармский полковник
- 1960 — «Рамаяна» Н. Р. Гусевой по великому индуистскому эпосу — Рама, старший сын царя
- 1960 — «Волынщик из Стракониц» И. К. Тыла — Шванда
- 1962 — «Перед ужином» В. С. Розова. Режиссёр: А. В. Эфрос — Валериан
- 1962 — «Снежок» В. Любимова — Генри Бидл
- 1963 — «Мертвые души» по поэме Н. В. Гоголя — От автора
- 1963 — «Один страшный день» Ю. Сотника — Милиционер
- 1965 — «Дух Фландрии» А. Ладынина — Сова
- 1965 — «Гусиное перо» С. Лунгина и И. Нусинова — Александр Павлович, математик
- 1965 — «Начало пути» П. Бернацкого — Кандеев по прозвищу «Гаудеамус»
- 1966 — «Хижина дяди Тома» А. Бруштейн по Бичер-Стоу — Легри
- 1967 — «Традиционный сбор» В. С. Розова — Каменев Алексей Алексеевич
- 1967 — «Как закалялась сталь» Г. Печников по Н. Островскому — От автора
- 1967 — «Любовь Яровая» К. Тренева — Полковник Малинин
- 1967 — «Двадцать лет спустя» М. Светлова — Лука
- 1969 — «Девочка и апрель» Т. Ян — Врач-психиатр
- 1970 — «Дом под солнцем Т. Ян — Роман Ильич
- 1973 — «Двенадцатая ночь» У. Шекспира — Мальволио, дворецкий Оливии
- 1974 — «Молодая гвардия» А. Алексина по роману А. А. Фадееву — Валько Андрей
- 1973 — «Шутники» А. Н. Островского — Павел Прохорович Оброшенов
- 1975 — «Враги» М. Горького — Бардин Яков
- 1976 — «Печальных однолюб» С. Соловейчик — Лунев Иван Федорович, учитель математики и физики
- 1977 — «Последняя четверть» Н. Воронова, А. Горюнова — психолог Василий Николаевич
- 1977 — «Гибель эскадры» А. Корнейчука — адмирал Гранатов
- 1981 — «Три толстяка» Ю. К. Олеши — Гаспар Арнери
- 1981 — «Антон и другие» А. Казанцева — Прохожий
- 1982 — «Долгое-долгое детство» М. Карима — Поэт
- 1983 — «Бедность не порок» А. Н. Островского — Любим Торцов
- 1984 — «Отверженные» Н. Воронова по В. Гюго — епископ Бенвеню
- 1985 — «Алеша» В. Ежова и Г. Чухрая — Военфельдшер
- 1986 — «Тяжелые дни» А. Н. Островского — Досужев
- 1987 — «Кабанчик» В. С. Розова — Василий Прокофьевич
- 1993 — «Богатые невесты» А. Н. Островского — Всеволод Вячеславович Гневышев
- 1994 — «Капитанская дочка» Ю. Еремина по А. С. Пушкину — Генерал в суде
- 2001 — «Лоренцаччо» Альфред де Мюссе. Режиссёр: Алексей Бородин — Палла Руччелаи
- 2008 — «Красное и чёрное» по роману Стендаля. Режиссёр: Юрий Ерёмин — Духовник
- «Царь Берендей».
- «Бешеные деньги» А. Н. Островского — сыграл в Театре драмы им. А. Н. Островского в Кинешме в 2006 году.
- «Ноль по поведению» — Мишу Фелекан

### Режиссёр
- 1947 — «Винтовки Терезы Каррар» Б. Брехта — дипломный спектакль.
- 1947—1949 гг. — поставил «Вишнёвый сад» А. П. Чехова в Тверском государственном театре драмы.
- 1967 — «Как закалялась сталь» по роману Н. А. Островского
- 1967 — «20 лет спустя» — про Мушкетёров, стихи М.Светлова.
- 1970-е гг. — «Товарищ Артём» — художественный фильм.
- 1973 — «Шутники» А. Н. Островского
- 1976 — «Рамаяна» — спектакль.
- 1976 г. — «Рядом с Большим, напротив Малого» — фильм о Центральном детском театре.
- 1977 г. — «Золотое звено дружбы» — документальный фильм о том, как индийцы смотрят «Рамаяну».
- «Свои люди — сочтёмся» А. Н. Островского
- 1983 — «Бедность не порок» А. Н. Островского
- 1993 — «Богатые невесты» А. Н. Островского

- В 1976 году Г. М. Печников сыграл роль Рамы в первой и пока единственной российской постановке великого индуистского эпоса «Рамаяна», за что был удостоен в 1984 году индийской общественной награды «Бал Митра».

## Фильмография

### Актёр
- 1948 — Мичурин — Фёдор Лесницкий
- 1960 — Шумный день — Фёдор Савин
- 1972 — Пятьдесят на пятьдесят — эпизод
- 1976 — Рамаяна (фильм-спектакль) — Рама, юный правитель Кошалы
- 1978 — До последней капли крови (Польша) — Андрей Вышинский
- 1988 — Радости земные — эпизод
- 1996 — Несут меня кони… — Александр Давидович
- 2002 — Смотрящий вниз — отец Дарьи
- 2002 — Жизнь и смерть Петра Аркадьевича Столыпина — Сергей Юльевич Витте
- 2003 — Тайны дворцовых переворотов. Фильм 5. Вторая невеста императора — Василий В. Долгоруков
- 2003 — Тайны дворцовых переворотов. Фильм 6. Смерть юного императора — Василий В. Долгоруков
- 2008 — Тайны дворцовых переворотов. Фильм 7. Виват, Анна Иоанновна! — Василий В. Долгоруков

### Озвучивание
- 2002 — Заступник — патриарх Тихон

### Участие в фильмах
- 2007 — Вечный Олег
- 2005 — Неизвестный Олег Ефремов

### Режиссёр
- 1977 — Золотое звено дружбы
- 1976 — Рядом с Большим, напротив Малого
- 1976 — Рамаяна (фильм-спектакль)

## Награды
- 1966 — Почётное звание «Заслуженный артист РСФСР» (29 декабря 1966 года) — за заслуги в области советского театрального искусства[3]
- 1977 — Почётное звание «Народный артист РСФСР» (1 августа 1977 года) — за заслуги в области советского театрального искусства[4]
- Медаль «Ветеран труда»
- 1984 — Международная премия имени Джавахарлала Неру
- 1987 — Орден «Знак Почёта» (14 января 1987 года) — за заслуги в области советского театрального искусства[5]
- 2002 — Орден Дружбы (14 января 2002 года) — за многолетнюю плодотворную деятельность в области культуры и искусства, большой вклад в укрепление дружбы и сотрудничества между народами[6]
- 2006 —  Благодарность Министра культуры и массовых коммуникаций Российской Федерации (20 июля 2006 года) — за многолетний добросовестный труд, большой личный вклад в развитие театрального искусства и в связи с 80-летием со дня рождения[7].
- 2007 — Орден Почёта (13 марта 2007 года) — за заслуги в области культуры и искусства, многолетнюю плодотворную деятельность[8]
- 2008 — Орден «Падма Шри» (Индия)[9][10].
- 2008 — Почётное звание «Почётный житель муниципального округа Сокольники в городе Москве» (19 ноября 2008 года)[11].
- 2011 — Благодарность Президента Российской Федерации (31 мая 2011 года) — за большой вклад в развитие отечественного театрального искусства и многолетнюю творческую деятельность[12]